# Chlamydatus evanescens
Chlamydatus evanescens är en insektsart som först beskrevs av Karl Henrik Boheman 1852.  Chlamydatus evanescens ingår i släktet Chlamydatus, och familjen ängsskinnbaggar. Arten är reproducerande i Sverige.